# Cyborg
Cyborg — второй студийный альбом немецкого композитора и музыканта Клауса Шульце, вышедший в 1973 году.

## Об альбоме
Во всех изданиях альбома вплоть до 2006 года треки «Synphära» и «Chromengel» были неверно транспонированы (хотя данные на упаковке были верны). «But Beautiful», бонус-трек этого издания, является первой частью концерта, прошедшего 17 октября 1977 года в Брюсселе. Несмотря на посредственное качество звука, фрагмент дополняет оставшуюся часть записи концерта, выпущенную в рамках бокс-сета Historic Edition.
Диск Cyborg был переиздан компанией Revisited Records в 2006 году.

## Список композиций

### Оригинальное издание
Диск 1
1. «Synphära» — 22:49
2. «Conphära» — 25:52

Диск 2
1. «Chromengel» — 23:49
2. «Neuronengesang» — 24:57

### Переиздание 2006 года
Диск 1
1. «Synphära» — 22:49
2. «Conphära» — 25:52
3. «Chromengel» — 23:49

Диск 2
1. «Neuronengesang» — 24:57
2. «But Beautiful» — 50:45 (бонус-трек)